# Cimetière du Sud (Lille)
Pour les articles homonymes, voir Cimetière du Sud.
Le cimetière du Sud est un cimetière situé au sud du boulevard périphérique sud de Lille. Ce cimetière fait partie des 73 000 cimetières répertoriés dans lesquels reposent des soldats du Commonwealth.
Le cimetière se situe dans un quartier populaire à la forte concentration de personnes d'origine immigrée.

## Situation et accès
Le cimetière du Sud  est situé rue du Faubourg des Postes à Lille.

## Historique

### Construction et agrandissements
Le cimetière du Sud est conçu en 1864 par l'architecte Henri Contamine, il regroupe 47 000 concessions sur 33 hectares, ce qui en fait un des plus grands cimetières de France.
Le père d'Alfred Mongy est le directeur du cimetière.

## Monuments aux morts et mémoriaux
On y trouve un monument du souvenir français dû à Carlos Batteur. Le carré des dix-huit ponts regroupe, sous des croix simples, les corps des victimes de l'explosion de la poudrière que les Allemands avaient installée dans le quartier des Moulins, un peu excentré de Lille. Le dépôt de munitions a explosé accidentellement dans la nuit du 11 janvier 1916 créant un cratère de 150 m de diamètre. L'explosion fut entendue jusqu'à 100 km de distance et détruisit 21 usines et 738 maisons. Elle fit 134 morts et près de 400 blessés parmi la population civile.

## Cimetières militaires
Le cimetière comporte deux cimetières militaires, l'un allemand, le Deutscher Soldatenfriedhof Lille-Süd, l'autre  britannique le Lille Southern Cemetery.

## Personnalités inhumées au cimetière du Sud
Marcel Bouderiez  (1899-1943) Commandant FFI Nord
- Charles Bacqueville (1865-1926), musicien
- Léon Boivin, buste dû à Georges Armand Vérez
- Jules Brame (1808-1878), homme politique du Nord, ancien ministre - médaillon dû à Henri Biebuyck
- Jean Hyacinthe Sébastien Chartrand (1779-1816), général
- Line Dariel (1886-1956), comédienne
- Adolphe Degeyter (1859-1816), frère de Pierre Degeyter
- Gustave Delory (1857-1925), homme politique nordiste
- Marcel Deschamps (1885-1940), journaliste - médaillon dû à Aimé Blaise
- Famille Humbert
- Edmond Legry (1875-1949), peintre
- Michael Trotobas (1914-1943) alias capitaine Michel, héros de la Résistance
- Léon Petit (1872-1941), industriel - Buste et sarcophage
- Charles Rameau (1791-1876), président de la société lilloise d'horticulture - le palais Rameau lui doit nom - l'entretien de la tombe est assuré à perpétuité par la ville selon ses volontés
- Famille Scrive-Loyer
- Famille Scrive-Wallaert-Boselli
- Norbert Ségard (1922-1981), homme politique français
- Léopold Simons (1901-1979), chansonnier
- Julien Thiriez († 1913) , filateur
- Désiré Verhaeghe (1874-1927), médecin et homme politique local - haut-relief dû à Aimé Blaise

## Galerie

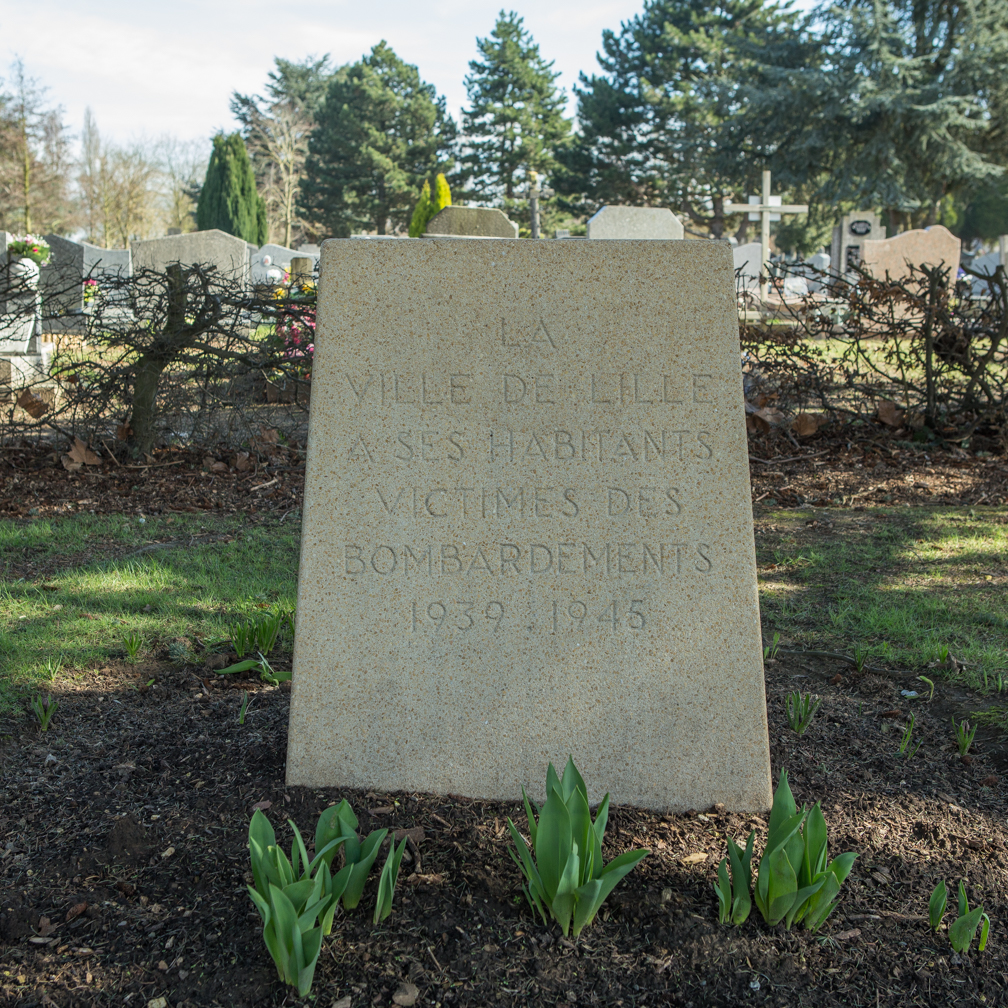
Carré des dix-huit ponts.
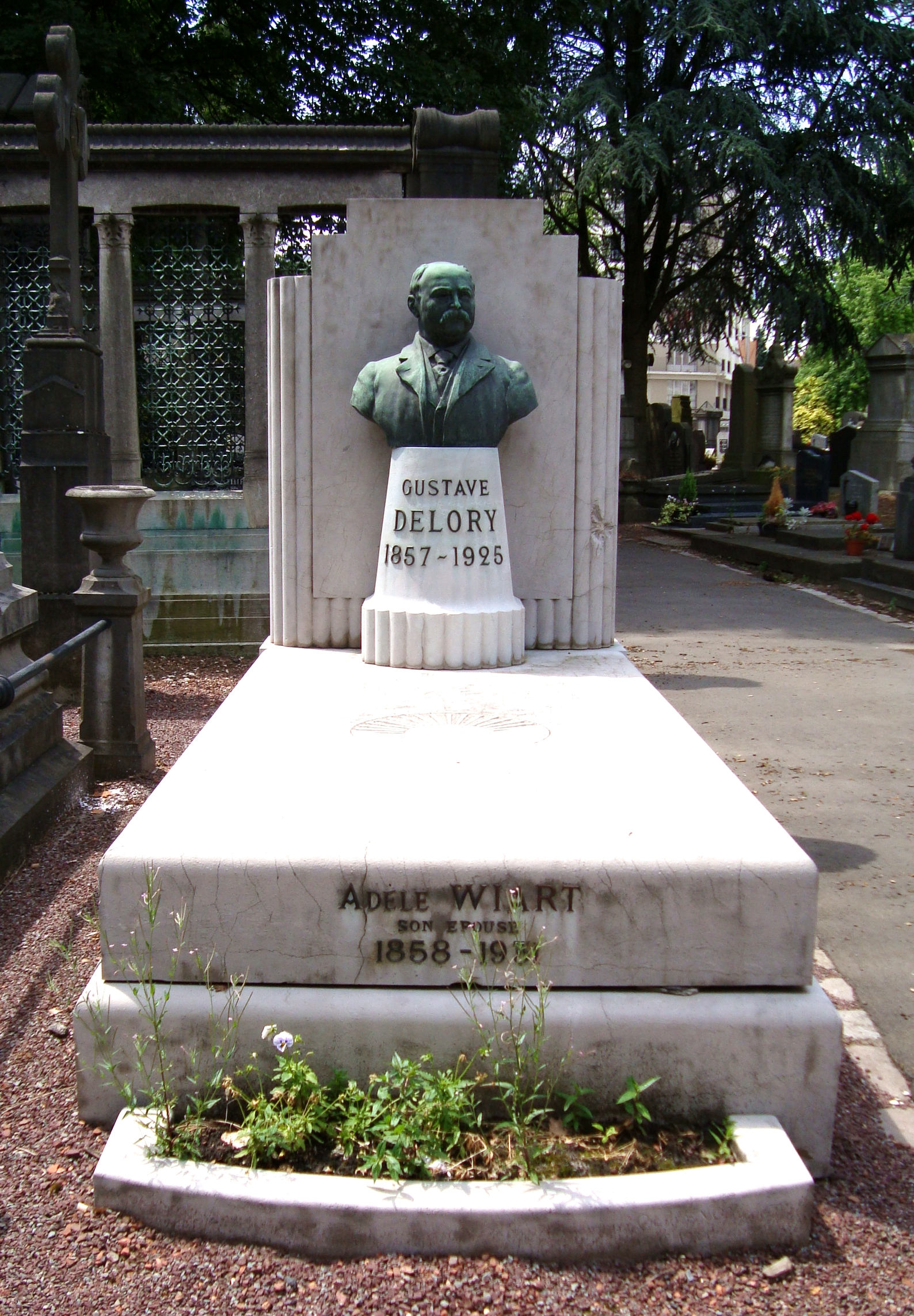
Tombe de Gustave Delory.
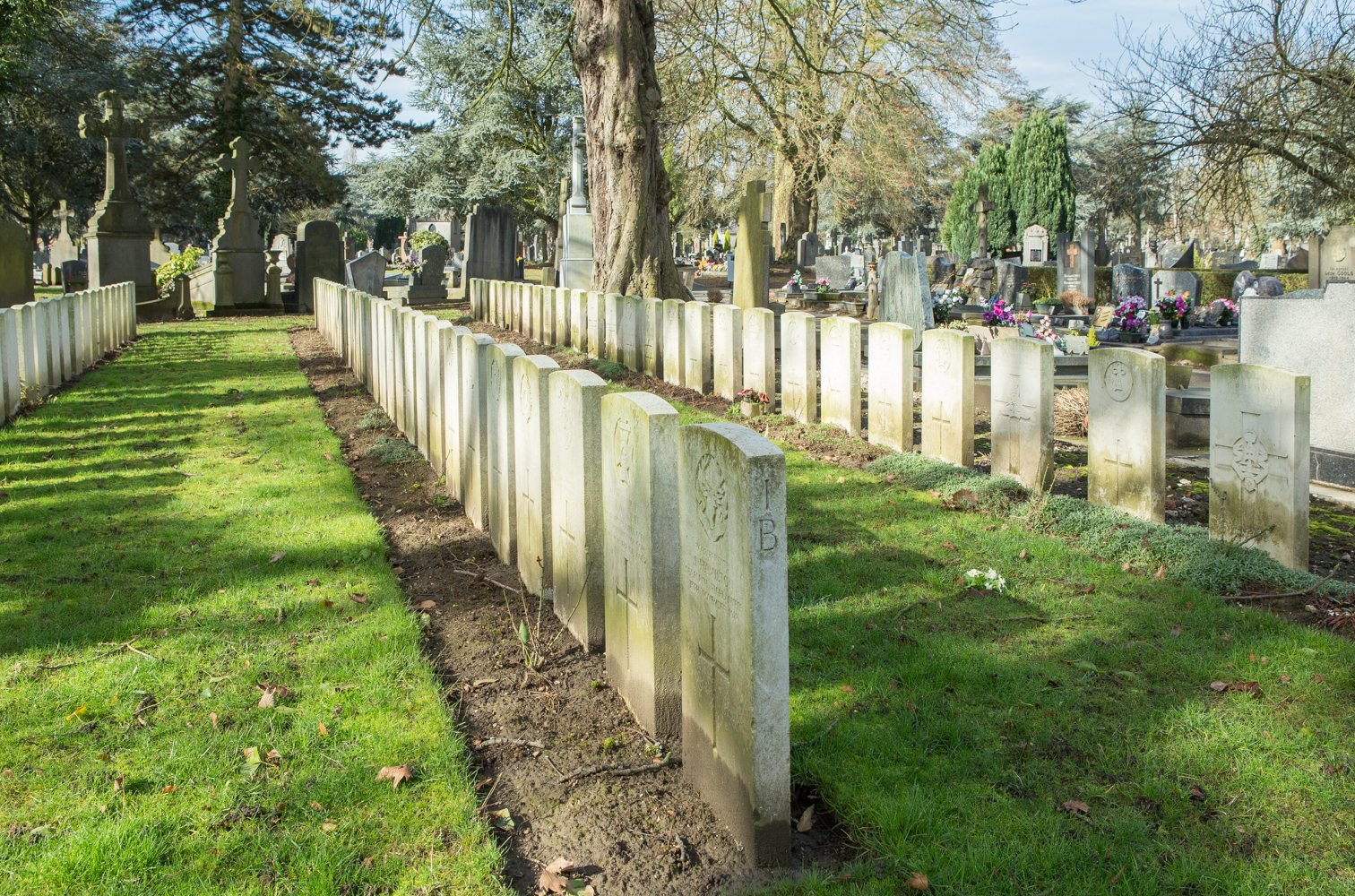
Section du Commonwealth au carré militaire.
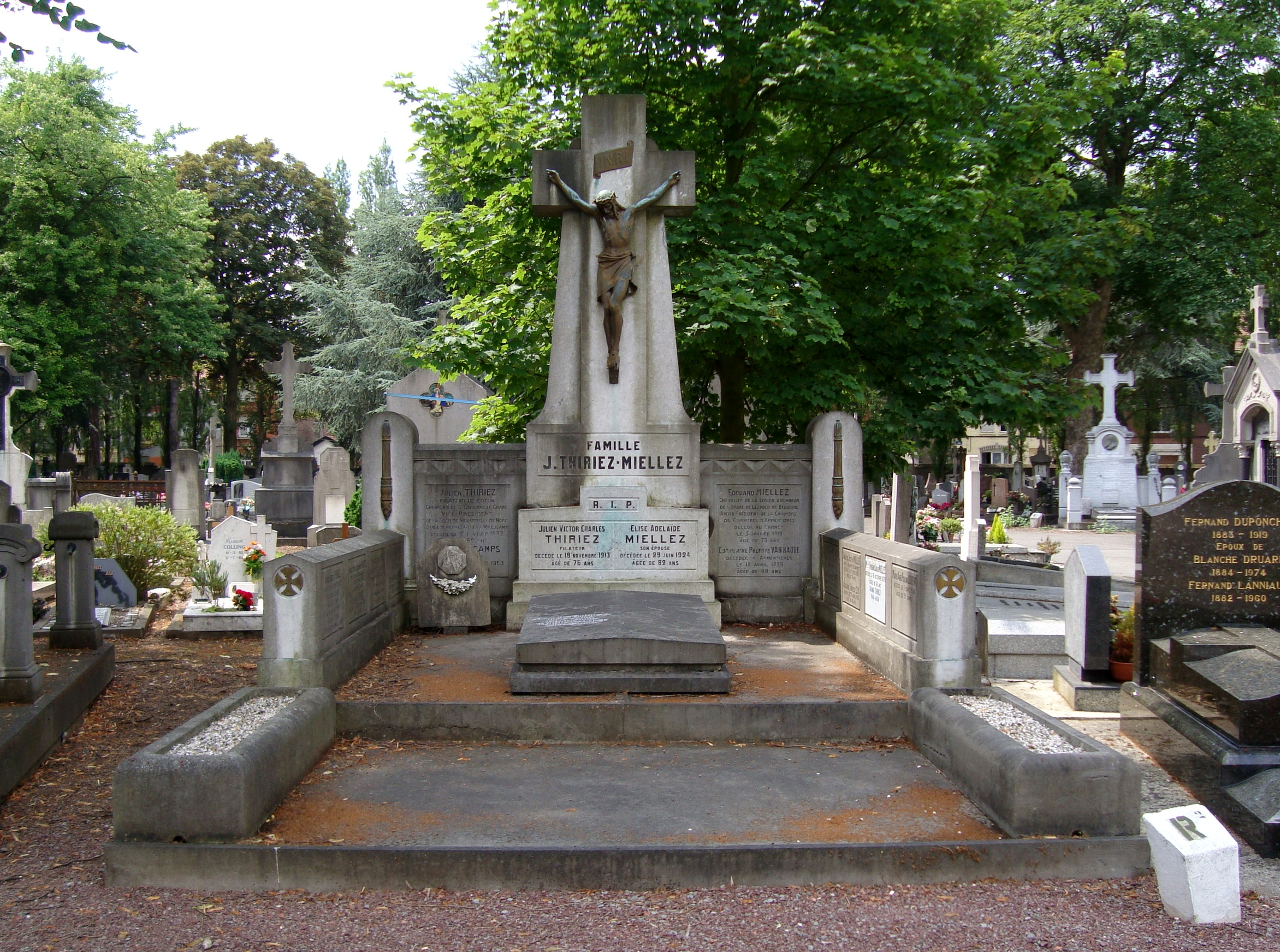
Tombe de la famille Thiriez-Niellez.
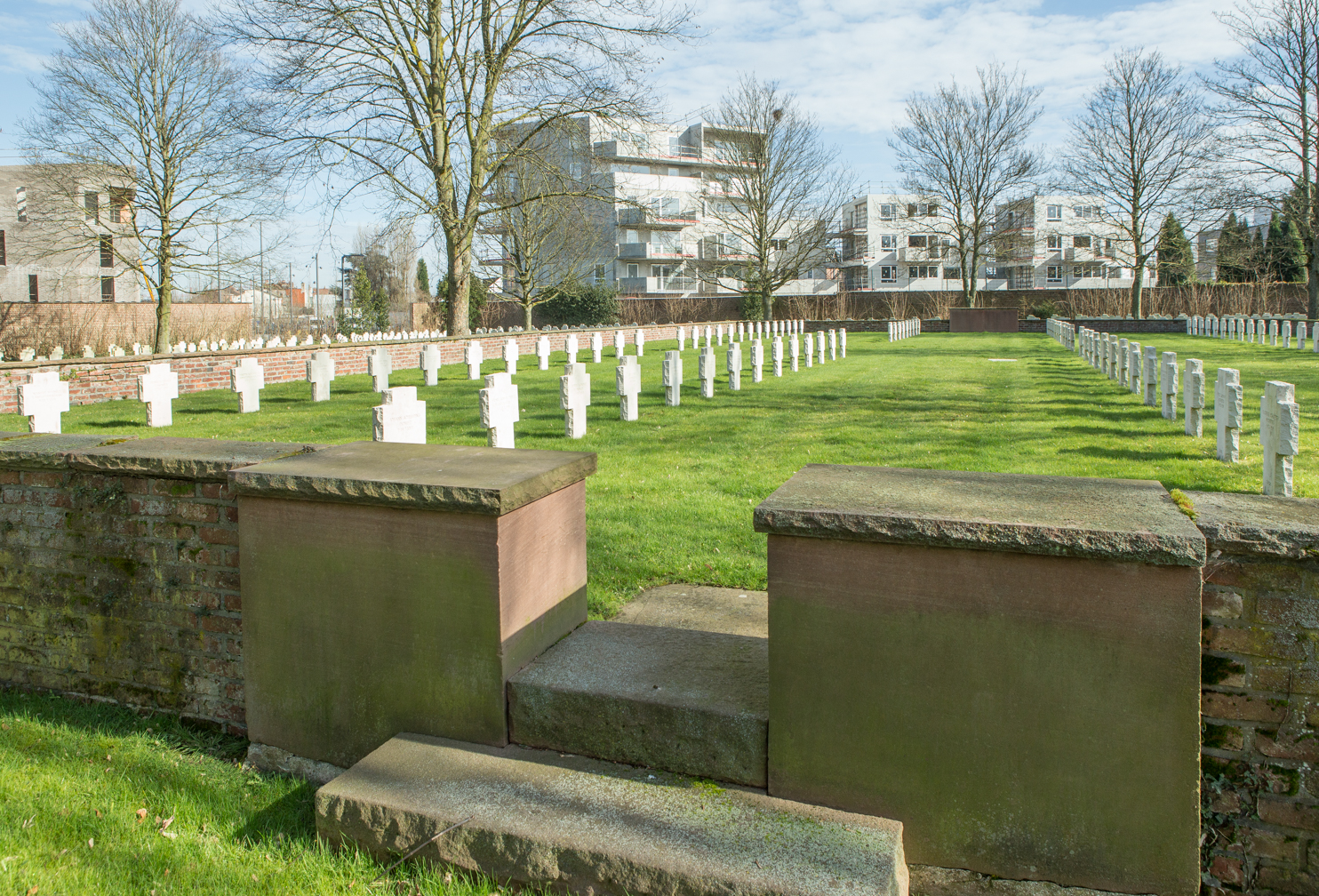
Section allemande au carré militaire.